# Gwen Stacy (Aranhaverso)
Gwen Stacy, também conhecida pelo codinome de Mulher-Aranha, é uma personagem fictícia da franquia de filmes Aranhaverso. Ela tem suas origens enraizadas na versão original da Gwen Stacy, a personagem idealizada nas histórias em quadrinhos criadas por Stan Lee e Steve Ditko. Posteriormente, Jason Latour e Robbi Rodriguez criaram uma variante da Gwen Stacy, advinda de um universo alternativo (Terra-65), que assume o título da super-heroína Mulher-Aranha e que também é coloquialmente conhecida como Gwen-Aranha.
Na adaptação cinematográfica desta Gwen Stacy alternativa, a personagem de Aranhaverso é originalmente dublada por Hailee Steinfeld e apareceu pela primeira vez no filme Spider-Man: Into the Spider-Verse (2018). Steinfeld reprisou seu papel na sequência Spider-Man: Across the Spider-Verse (2023) e também está prevista para participar nos filmes Spider-Man: Beyond the Spider-Verse e Spider-Woman (ambos sem previsão de lançamento).
A personagem foi recebida positivamente tanto pelo público quanto a crítica, que a consideram uma ajuda para transformar a personagem Gwen Stacy em um papel mais proeminente na tradição do Homem-Aranha. Sua participação expandinda em Across foi particularmente elogiada, com muita discussão sobre seu arco no filme podendo tratar-se de uma alegoria de subtexto queer para a experiência transgênero. Aqueles que afirmaram essa interpretação elogiaram Gwen como um retrato positivo da mídia de uma alegoria trans, mesmo que a personagem não seja retratada como tal.

## Aparições

### Into the Spider-Verse(2018)

Gwen Stacy aparece sem seu traje de super-heroína durante Into the Spider-Verse

Gwen é introduzida como uma adolescente em Spider-Man: Into the Spider-Verse, explicando que ela é a Mulher-Aranha há dois anos. Ela também menciona que falhou em salvar o Peter Parker de seu universo, que era seu melhor amigo, culpando-se por sua morte.
Ela explica que durante a batalha com o Doutor Octopus, ela foi puxada para outra dimensão. Seu "sentido aranha" a levou até a Brooklyn Visions Academy, onde ela conheceria Miles, que desconhece sua identidade como Mulher-Aranha. Ela se apresenta sob o pseudônimo de "Wanda" (confundida por Miles como "Gwanda"). Ao falar com ela pela primeira vez, Miles é descrito como evidentemente ansioso. O encontro deles é estranho e Miles, ainda sem controlar seus poderes, fica com a mão presa no cabelo de Gwen, resultando em seu distinto corte inferior mais tarde no filme. Em determinado ponto da trama, Gwen prende Miles e Peter B. Parker em uma teia para levar a maleta que eles roubaram da Alchemax.
Gwen, juntamente com outras variantes do Homem-Aranha (Peter, Porco-Aranha, Homem-Aranha Noir e Peni Parker), são vistos retornando às suas respectivas dimensões. Logo antes dos créditos de Into the Spider-Verse, um flash com o esquema de cores da dimensão de Gwen é exibido, com sua voz também sendo ouvida chamando por Miles.

### Across the Spider-Verse(2023)
Um ano após os eventos de Into the Spider-Verse, a sequência oferece a Gwen mais tempo na tela e se aprofunda em sua história. A abertura do filme é centrada em Gwen, com sua narrativa cruzada com visuais dela tocando bateria intensamente para sua banda, as Mary Janes. O elemento narrativo da abertura se concentra em sua história de fundo e relacionamento difícil com seu pai, o capitão da polícia George Stacy. É revelado que depois de realizar experimentos científicos em si mesmo, Peter Parker da Terra-65 se transforma no super-vilão conhecido como Lagarto. Como o Lagarto, Peter ataca um baile da escola para se vingar dos valentões que praticavam bullying com ele. Gwen, como Mulher-Aranha, luta com ele, mas não sabe que está lutando contra seu amigo. Como resultado da batalha, Peter sofre ferimentos letais e, antes de morrer, se transforma novamente em sua forma humana. Ao perceber que inadvertidamente matou seu melhor amigo, Gwen fica arrasada. Seu pai chega ao local dos eventos e se dedica a liderar a caçada para capturá-la.
Acusada injustamente de assassinar Peter, Gwen se torna uma fugitiva enquanto continua lutando contra vilões como a Mulher-Aranha; ela é vista lutando contra uma versão interdimensional do Abutre da Itália Renascentista. Durante a luta, ela conhece Miguel O'Hara (conhecido como Homem-Aranha 2099) e Jess Drew, outra Mulher-Aranha. Esta última é baseada na história dos quadrinhos de Jessica Drew da Mulher-Aranha; em Across the Spider-Verse, ela serve como mentora de Gwen e pede para que seja integrada na Sociedade Aranha, apesar da resistência inicial de Miguel. No final de sua batalha com o Abutre, Gwen é novamente confrontada por seu pai e, neste momento, ela revela sua identidade a ele. Ele continua empenhado em prender a Mulher-Aranha, o que a fere bastante emocionalmente. Ela opta por deixar seu universo natal, viajando com Jess e Miguel e se juntando à Sociedade-Aranha.
Mais tarde, Gwen viaja para a Terra-1610 para se reconectar com Miles, visitando-o em seu quarto e tropeçando em seu caderno de esboços, que inclui muitas obras de arte dela. Reconhecendo sua atração por ela, ela menciona que em todos os outros universos, uma versão de Gwen se apaixona pelo Homem-Aranha, alertando que isso acabará com a morte daquelas Gwens. Ela também serve como uma espécie de guia para Miles, discutindo o Aranhaverso de maneira mais ampla com ele. Posteriormente, Gwen conhece os pais de Miles, que percebem os sentimentos de Miles por ela.
O filme também apresenta o Punk-Aranha (Hobart "Hobie" Brown), baseado no personagem de quadrinhos de mesmo nome. Fica estabelecido que Gwen e Hobie fazem parte de uma banda juntos, assim como a primeira deixou "muitas coisas" na casa do segundo. Miles suspeita que Hobie e Gwen tenham um relacionamento mais do que platônico, embora o dublador de Hobie, Daniel Kaluuya, tenha declarado em uma entrevista que "acho que [Gwen e Hobie] têm uma amizade genuína, mas quão profunda é entre [os dois]." Kaluuya também disse que Hobie era um membro da Sociedade Aranha em parte para apoiar Gwen.
A Sociedade Aranha tem teorias sobre eventos canônicos e anomalias, que Jess e Miguel compartilham com Gwen, que os aceita como fatos. Miguel e a Sociedade Aranha afirmam que Miles é a anomalia original e que seu pai, que também se tornará capitão da polícia, deve morrer como um "evento canônico" que todos os heróis-aranha devem experimentar. Miles, decidido a salvar seu pai, escapa de Miguel e da Sociedade Aranha. Vendo Gwen como um risco, Miguel expulsa Gwen da Sociedade Aranha, com ele e Jess sabendo que Gwen muito provavelmente será presa ao retornar ao seu universo natal.
Ao retornar à sua dimensão natal, ela se reconecta com seu pai, que lhe diz que renunciou ao cargo de capitão e não irá mais persegui-la. Ela então reúne aliados para ajudar Miles.

### Beyond the Spider-Verse
Lord e Miller confirmaram que Gwen encontrará variantes de si mesma em Beyond the Spider-Verse, chamando o evento de "enredo integral" para o filme.

### Spider-Woman
Em novembro de 2018, um spin-off do Spider-Verse com um elenco liderado por mulheres foi anunciado junto com a sequência de Into the Spider-Verse. Gwen, assim como Jess Drew e Cindy Moon, foram posteriormente confirmadas como as personagens focadas no spin-off. Em maio de 2023, o produtor Avi Arad confirmou que o filme seria intitulado Spider-Woman e que apresentaria a Gwen Stacy/Mulher-Aranha como protagonista.

## Criação e desenvolvimento

### Origem como personagem de quadrinhos
Gwen foi baseada na personagem de mesmo nome que estreou em 2014, na segunda edição da revista em quadrinhos Edge of Spider-Verse. Cada edição da revista tinha uma equipe criativa diferente, e a edição da Gwen foi liderada por Jason Latour e Robbi Rodriguez. A revista, que apresentou a maior parte dos eventos do arco "Spider-Verse", também retratou uma versão do universo alternativo de Gwen Stacy, que foi morta na continuidade principal do universo da Marvel Comics conhecida como Terra-616. O universo alternativo no qual Gwen se torna Mulher-Aranha é designado como Terra-65. Os leitores dos quadrinhos da personagem comumente se referem a ela como Gwen-Aranha muito embora a personagem seja oficialmente conhecida como Aranha-Fantasma.
Em vez de uma história de origem, Latour e Rodriguez optaram por explorar a história da personagem em uma "prévia" de duas páginas. Nela, Gwen foi estabelecida como sendo uma baterista adolescente que foi picada por uma aranha radioativa, antes de assumir o alter ego de Mulher-Aranha para satisfazer sua adrenalina. Peter Parker, por sua vez, é o melhor amigo de Gwen nesta continuidade. Ela defende Peter de valentões na escola, mas ele, desejando ser "especial" como ela, desenvolve um soro especial mas que acaba transformando-o no Lagarto. Sem perceber que Peter é o Lagarto, ela o mata acidentalmente durante uma batalha.
Como o arco narrativo "Spider-Verse" tornou-se bastante popular, a demanda por uma série própria da Gwen Stacy da Terra-65 subiu consideravelmente, levando ao início da série de quadrinhos Spider-Gwen lançada em fevereiro de 2015.

### Adaptação cinematográfica

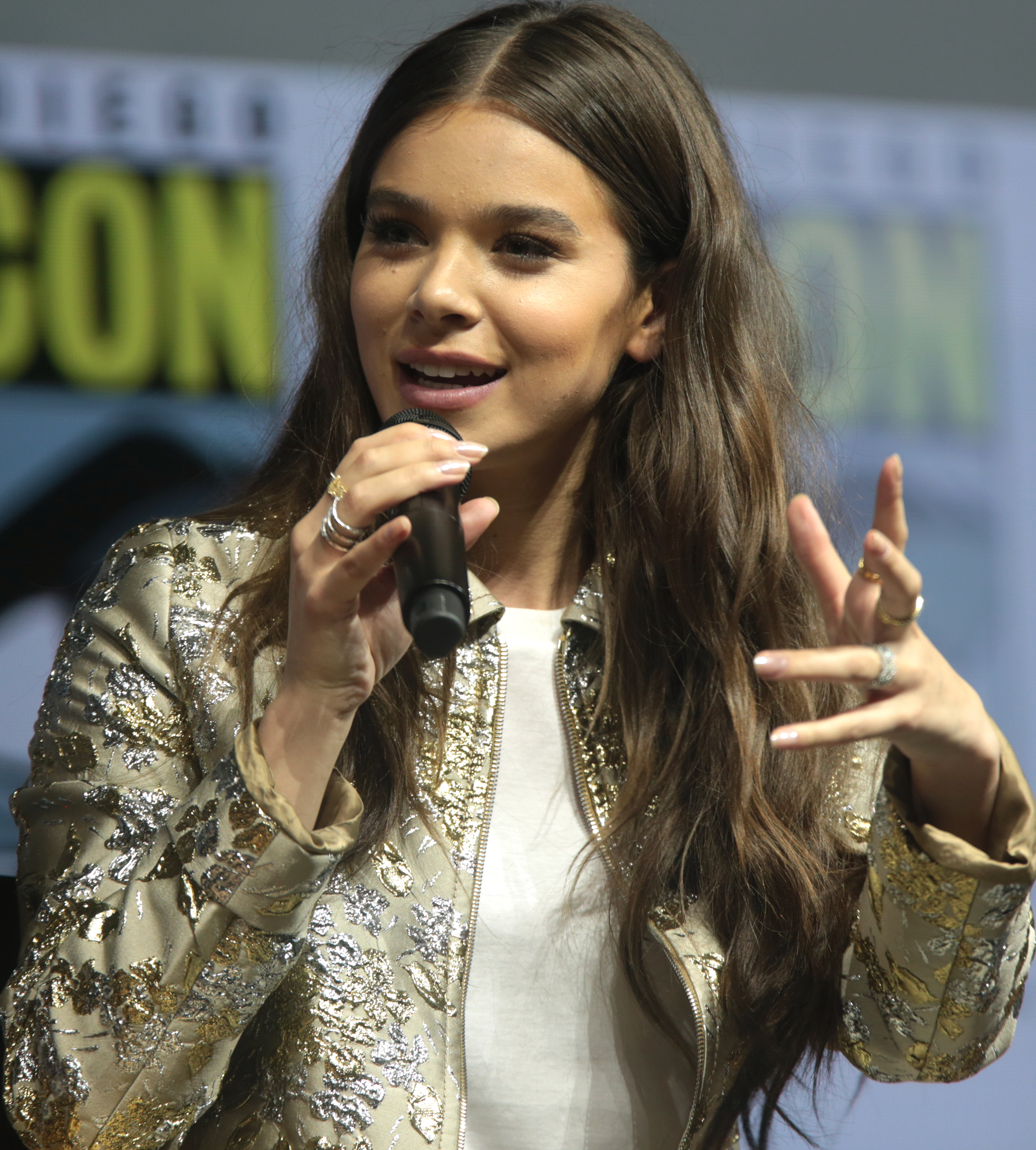
Hailee Steinfeld (fotografia de 2018) dubla a Gwen nos filmes

Pouco tempo antes do lançamento de Spider-Gwen, o ataque hacker em novembro de 2014 realizado na Sony Pictures – o estúdio que detém os direitos cinematográficos dos personagens referentes ao Homem-Aranha – revelou e-mails entre executivos da Sony discutindo um filme animado de comédia do Homem-Aranha que seria escrito por Phil Lord e Christopher Miller. Na CinemaCon em abril de 2015, o presidente da Sony Pictures, Tom Rothman, anunciou que a data de lançamento da animação para 20 de julho de 2018. Antes da aparição de Gwen nos filmes do Aranhaverso, a personagem foi adaptada na série de televisão animada Ultimate Spider-Man, fazendo sua estreia nas telas em 2016.
A ideia original era de que a Gwen-Aranha fosse introduzida no longa como interesse amoroso de Miles Morales, porém isto foi descartado quando sua personagem foi reimaginada possuindo um relacionamento platônico com Miles no filme, além de ter um papel mais proeminente como super-heroína. Christina Steinberg, uma coprodutora de Into the Spider-Verse, foi apontada pela Vanity Fair como a responsável por este desenvolvimento, com Lord sendo citado afirmando: "Vou dizer que [Steinberg] nos manteve honestos. Como cinco rapazes fazendo um filme, foi realmente bom ter outra cineasta lá dizendo: 'Eu não acho que vocês vão quer fazer isso desta forma'".
Em dezembro de 2017, o primeiro teaser do filme foi lançado, revelando oficialmente seu título como Spider-Man: Into the Spider-Verse. Posteriormente, a Sony divulgou o trailer oficial do filme em 6 de junho de 2018, que incluía a Gwen no final, e confirmou a escalação de Hailee Steinfeld como Mulher-Aranha/Gwen Stacy. Steinfeld já havia sido ligada ao filme, no entanto seu papel no projeto era desconhecido até então. Depois disso, Gwen fez mais aparições no material de marketing do filme, incluindo comerciais de televisão.
O retorno de Gwen em uma possível continuação foi indicado, segundo o Polygon, através dos flashes do esquema de cores de sua dimensão no final do primeiro filme. O desenvolvimento da sequência foi anunciado em novembro de 2018, antes do lançamento do primeiro filme, e sua data de lançamento foi originalmente confirmada para abril de 2022. Contudo, a data de lançamento foi adiada para 2 de junho de 2023. Embora não tenha recebido o roteiro completo durante a produção da sequência, Steinfeld compartilhou que gravou falas para ele durante um período de quatro anos, começando logo após o lançamento de Into. Em Across the Spider-Verse, o papel da personagem foi expandido de tal maneira que muitos meios de comunicação a consideraram uma "segunda protagonista" ou "protagonista completa" com sua própria independência. De fato, o início e o fim dos filmes são narrados por Gwen, com grande parte do filme sendo apresentado de sua perspectiva. Nas cenas que envolviam Gwen e seu pai, Steinfeld pôde gravar na mesma sala com o próprio dublador do último, Shea Whigham. Steinfeld pediu especificamente para gravar na mesma sala que seus colegas, mesmo não tendo feito isso em Into the Spider-Verse, mas soube que o dublador de Miles, Shameik Moore, tinha feito. Sendo capaz de gravar com Whigham, Moore e Issa Rae (a dubladora da Jess Drew), Steinfeld comentou: "Não há nada como aquela brincadeira em tempo real e a interação humana, e bendito seja nosso departamento de som, mas um pouco de sobreposição nunca machucou ninguém demais. Então, foi realmente especial ter a autenticidade de uma conversa na vida real". Lord e Miller também notaram o processo que Steinfeld empregou durante a produção, afirmando que ela oferecia listas detalhadas de edições e melhorias que ela poderia fazer nas gravações dos diálogos.

## Caracterização edesign

### Designde visual
A Gwen da franquia Aranhaverso possui bastante inspiração derivada dos quadrinhos. Justin K. Thompson, o designer de produção de Into e o diretor de Across disse que foram "inflexíveis de que Gwen deveria refletir o estilo de arte de Robbi Rodriguez dos quadrinhos", afirmando que queria que ela fosse "a mais capaz de todas as Pessoas-Aranha", acrescentando que "há poder, sofisticação e equilíbrio nela". O diretor de arte de Into the Spider-Verse escreveu sobre Gwen ser "como um fantasma quando está fantasiada", afirmando "ela reage à luz, mas muito menos do que outros personagens. Ela mantém uma silhueta quase branca com detalhes em preto."

Arte de produção de Gwen Stacy da franquia Aranhaverso feita por por Naveen Selvanathan

Em Into the Spider-Verse, ela é retratada com um corpo mais esbelto, olhos azuis, um piercing perto da sobrancelha e cabelo curto e loiro, "cortado de um lado após Miles acidentalmente prender a mão nele por não conseguir controlar seus poderes". Seu traje implementa "elementos de feminilidade", já que sua parte preta "foi desenhada para parecer um vestido". O design de visual pega emprestado muitas características de suas aparições nos quadrinhos. O traje utilizado por Gwen é composto pelas cores preta, branca, roxa e azul neon e possui, portanto, uma paleta de cores bastante distinta dos padrões estabelecidos do Homem-Aranha, e foi originado do seu design dos quadrinhos criado por Latour, Rodriguez e o colorista Rico Renzi. A roupa da Gwen também tem um capuz e ela frequentemente o acompanha usando uma máscara branca. Para sua participação no filme, o designer de personagens Shiyoon Kim afirmou que o objetivo da equipe de animação "era fazer Gwen se destacar dos arquétipos visuais associados às personagens femininas em animações". Kim declarou que Gwen "não é apenas uma garota loira bonita com seu típico corpo magro de princesa. Queríamos que ela parecesse uma bailarina — alta, musculosa e poderosa". Kim também afirmou que uma escultura foi feita com base nos esboços de Andrea Blasich, com o artista de desenvolvimento visual Omar Smith sendo o responsável por criar o design final.
A dimensão natal de Gwen, a Terra-65, é apresentada em Across the Spider-Verse. Descrita pelos cineastas como um "anel de humor" que reflete as emoções de Gwen, as cores e transições do mundo "não são literais", com seus detalhes dependentes dos sentimentos de Gwen. Carlos Aguilar do New York Times escreveu que "por exemplo, se [Gwen] sente raiva, a tela fica vermelha e a atmosfera mais quente. E quando a confusão a domina, o mundo fica fragmentado". Thompson citou Cinderela, o filme da Disney de 1950, como referência a esta técnica. O efeito visual resulta em "tons de aquarela que pingam e se modificam em conformidade com a reação da Gwen". O mundo de Gwen no filme é inspirado em elementos da arte de Rodriguez e nas cores de Renzi da série Spider-Gwen original.

### Elementos narrativos
Gwen é apresentada como sendo madura para sua idade em Into, é "muito competente no combate corpo a corpo, muito ágil e inteligente", servindo também como uma espécie de mentora de Miles. Embora o filme tenha descartado tornar Gwen exclusivamente um interesse amoroso de Miles, o filme inclui uma tensão romântica entre os dois; essa dinâmica é extraída dos quadrinhos, que apresentam a dupla engajada em um relacionamento interdimensional onde ocasionalmente cruzam dimensões para se encontrarem. Embora os pontos da trama sobre o relacionamento romântico de Gwen e Miles tenham sido cortados do primeiro filme, eles foram incluídos na sequência, Spider-Man: Across the Spider-Verse. Algumas cenas desenvolvendo o relacionamento foram inspiradas no enredo crossover intitulado Sitting in a Tree protagonizado por Miles e Gwen. Os cineastas da continuação também estavam conscientes do arco de Gwen se assemelhando ao de Miles, com ela "servindo como um espelho às vezes" para ele.
Lord e Miller procuraram incluir uma mentora para Gwen em Across the Spider-Verse, levando à inclusão da personagem Jess Drew (também conhecida como Mulher-Aranha). Seu arco na sequência é visto por seus cineastas como um reflexo do de Miles, com o diretor Joaquim Dos Santos afirmando: "[Gwen] já era uma personagem que interpretava tudo muito, muito perto do peito. Ela tem que aprender o tipo de oposto do que Miles está passando, [como] fazer coisas não apenas para se proteger, mas também essa outra família que ela acolheu". O fato dela ser uma foragida da lei nos filmes do Aranhaverso também é um elemento retirado dos quadrinhos.

## Análise fílmica
O desenvolvimento de Gwen de Into para Across foi analisado por críticos de cinema. Rory Piñata do MovieWeb escreveu que, no final do longa quando ela se reconecta com seu pai, "suas sombras escuras e pastéis se fundem em seus raios dourados", significando pela primeira vez para os espectadores que eles estão seguindo Gwen como a personagem principal do filme.
Em sua análise para o Collider, Gregory Mysogland escreveu sobre os elementos contrastantes das aparições de Gwen no início e no final de Across the Spider-Verse. Mysogland escreveu que "música implacável e alta é tocada sobre todas as imagens dispares [da bateria de Gwen], unindo as emoções dolorosas que elas provocam em Gwen e, consequentemente, no espectador", enquanto também comenta que a rápida edição do filme e a câmera vibrante durante essa sequência criam um "efeito desorientador" para o espectador, imergindo-o nos "sentimentos de frustração, ansiedade e angústia" de Gwen. Mysogland contrastou isso com o final do filme, no qual Gwen resolve ajudar Miles, "encorajada por sua reconciliação com seu pai". As cenas dela liderando uma equipe de Aranhas "são acompanhadas por uma trilha sonora heroica clássica, que, embora entusiástica, não é nem de longe tão alta ou agressiva quanto a bateria na abertura". Mysogland acrescentou que a edição e a direção mais calmas da cena em comparação com a abertura ajudam a transmitir que Gwen superou pelo menos parcialmente os desafios emocionais para terminar o filme com um "caminho adiante claro e positivo".

### Alegoria sobre identidade trans

A bandeira do orgulho transgênero: sua inclusão explícita em Across the Spider-Verse é um fator na discussão da história de Gwen sendo interpretada como uma alegoria para a identidade trans

Muito se escreveu sobre a história de Gwen sendo uma metáfora para a experiência transgênero, especialmente após sua aparição em Across the Spider-Verse. O filme não discute se Gwen é trans, nem seus criadores falaram sobre a identidade de Gwen a esse respeito. No entanto, o público e os escritores da mídia interpretaram o arco de Gwen na sequência como uma alegoria para a identidade trans, com alguns até sugerindo que Gwen pode ser trans ou codificada subtextualmente como tal. Um desses subtextos inclui a fala de Gwen de que seus pais "só sabem metade de quem eu sou" que ela compartilha com Miles.
Todavia o filme inclui referências explícitas à cultura trans como, por exemplo, uma foto na parede do quarto de Gwen que tem uma bandeira transgênero pendurada com o texto "Protejam as Crianças Trans". Alguns espectadores acreditam que o pai de Gwen também pode ser visto brevemente usando um broche trans. No entanto, as cores podem ser incidentais devido ao filtro de cores usado durante a cena, com o broche podendo ser apenas uma medalha da polícia. De fato, a paleta de cores do filme frequentemente apresenta Gwen "envolta" nas cores da bandeira transgênero: rosa, azul e branco. Porém, a CNN citou um espectador que, ao contrário, argumentou que essas cores já eram usadas para a versão em quadrinhos da personagem e, portanto, não eram necessariamente prova de que a versão do filme é trans. Alex Abad-Santos da Vox escreveu que "essas cores são especialmente pronunciadas quando Gwen está em seu próprio mundo, onde o conceito artístico é que as cores ao seu redor refletem seus sentimentos". Uma cena-chave com Gwen discutindo sua identidade secreta como Mulher-Aranha com seu pai apresenta as cores proeminentemente, com Amelia Hansford do PinkNews escrevendo que "Gwen e o ambiente ao seu redor estão praticamente encharcados" nelas. Hansford acrescentou que a cena foi vista por muitos como uma metáfora para sair do armário; ela escreveu que, em seu mundo, a persona de Mulher-Aranha de Gwen é julgada, mal compreendida e desprezada, fazendo-a esconder sua verdadeira identidade da sociedade.
Leah Asmelash da CNN citou a escritora de quadrinhos Zoe Tunnell afirmando que a sugestão de Gwen como trans no filme era "tão sutil quanto um tijolo". Tunnell acrescentou que os cineastas mostraram o arco da história de Gwen "de uma forma que claramente pretendia ressoar e apoiar muitas de nossas vidas, tanto tematicamente quanto simbolicamente" através do uso da paleta de cores da bandeira do orgulho trans. Isaiah Colbert da Kotaku escreveu que "alguns espectadores do Aranhaverso sentem que seu arco de personagem, que inclui uma dolorosa revelação para seu pai, funciona como uma alegoria trans. E os motivos visuais que o filme emprega durante esta cena crucial apenas servem para confirmar essa interpretação". Abad-Santos acrescentou que "Em Across the Spider-Verse, uma das ideias centrais é que qualquer um pode ser uma versão do Homem-Aranha. Isso ajuda a promover ainda mais a alegoria LGBTQ". Gavia Baker-Whitelaw, escrevendo para o The Daily Dot, chamou de "o subtexto por trás do arco de Gwen [...] gritantemente óbvio", opinando que "é injusto e equivocado descartar uma interpretação transcodificada apenas porque é baseada em coisas como paleta de cores e metáfora".

## Recepção da crítica e do público
No livro The Superhero Multiverse: Readapting Comic Book Icons in Twenty-First-Century Film and Popular Media, de James C. Taylor, o autor descreve a inclusão de Gwen em Into the Spider-Verse como "particularmente significativa", "em relação à abertura da franquia Homem-Aranha para personagens femininas". Taylor acrescentou que a caracterização de Gwen no filme "resiste" à marginalização das super-heroínas, escrevendo que "embora seu papel seja em grande parte coadjuvante na narrativa de um personagem masculino, ela se recusa a desempenhar o papel de interesse amoroso, desviando os avanços românticos de Morales".
A ampliação do papel de Gwen na sequência foi elogiada pelos críticos de cinema. Germain Lussier do Gizmodo escreveu que "Uma coisa fica muito clara desde a primeira cena. Este não é apenas um filme do Miles Morales. É um filme da Gwen Stacy também", e acrescentou que o longa-metragem levaria os espectadores a se tornarem fãs de Gwen se já não fossem. Caleb Fesmire do Collider declarou que a Gwen era um dos "maiores pontos fortes" da sequência e opinou que, pelo filme conceder um espaço maior para a personagem, ajudou a argumentar a favor da Gwen merecer um filme independente. Fesmire acrescentou que "Gwen já era uma personagem forte em Into the Spider-Verse", chamando-a de "legal e competente sem forçar, servindo como contraponto para um Miles menos confiante", ao mesmo tempo em que elogiava o desempenho de Steinfeld. Por fim, Fesmire elogiou o design visual da Terra-65, escrevendo que "talvez a justificativa mais simples para dar a Gwen um filme solo seja simplesmente pelo quão bom a Terra-65, o mundo da Gwen, parece em Across the Spider-Verse", chamando-o de "maravilhosamente impressionista".
A mentoria de Jess para Gwen em Across the Spider-Verse também foi elogiada por Caitlin Chappell da Comic Book Resources (CBR), e escreveu que "embora o público não veja muito da orientação de Gwen sob Jess, o impacto que ela tem sobre Gwen é excelente. Gwen aprendeu alguns truques com Jess, mas o que realmente se destaca é o conhecimento de Gwen sobre o Aranhaverso". Daniel Chin do The Ringer elogiou uma cena apresentada por Gwen e Miles em Across the Spider-Verse, e disse que a dupla "passando um tempo no topo do Williamsburgh Savings Bank Tower, olhando para o horizonte invertido da cidade de Nova Iorque enquanto ficam pendurados de cabeça para baixo juntos, compõem algumas das impressões mais marcantes [no filme]".

### Reações às interpretações da alegoria trans
A recepção do público às interpretações de Gwen como trans ou de sua história como uma alegoria para a identidade trans foi positiva, segundo os escritores e veículos de comunicação que cobriram o filme. Hansford escreveu que "Seja Gwen Stacy trans, uma aliada ou simplesmente uma metáfora para a experiência trans, muitos fãs elogiaram a inclusão de um super-herói codificado como trans superando adversidades em um mundo empenhado em suprimir sua identidade". Asmelash, Colbert e Alex Stedman do IGN citaram um fã que escreveu: "Fãs trans (e até mesmo cis) têm todo o direito de dizer que Gwen Stacy é trans, mesmo que os filmes nunca confirmem isso abertamente. Você não pode negar que isso foi insinuado. O fato é que — se ela pode fazer alguém se sentir representado, quem é você para dizer que está errado?". Avery Kaplan do Popverse escreveu que mesmo se Gwen for cis, ela ainda pode ser identificável para espectadores trans, referindo-se a uma cena "em que [Gwen e Miles] expressam o quanto eles se identificam profundamente, apesar da natureza aparentemente diferente de suas respectivas circunstâncias. A empatia incondicional entre os dois personagens principais, apesar de suas origens disparatadas – eles são literalmente de dimensões diferentes – incorpora um dos temas centrais do conceito do Aranhaverso".
Embora a resposta dos fãs e da mídia tenham sido majoritariamente positivas à interpretação, alguns espectadores rejeitaram a ideia. Baker-Whitelaw escreveu que "à medida que mais espectadores começaram a discutir essa interpretação nas mídias sociais, ela provocou uma variedade de reações — tanto com uma reação transfóbica previsível quanto em um debate mais complicado sobre se o subtexto queer/trans é um removedor de culpa em comparação com a representação 'real'". Tunnell foi citado como tendo recebido respostas odiosas e ameaças de morte, às quais ela expressou que "apoio e solidariedade" com indivíduos transgênero são de alta importância devido ao "fato de que as pessoas são tão raivosas e odiosas sobre o mero conceito de um personagem sendo trans, ou mesmo apenas um forte aliado trans".
Além disso, vários cinemas em países de maioria muçulmana no Oriente Médio retiraram abruptamente suas exibições programadas do filme dos cinemas, com lançamento marcados para o dia 22 de junho de 2023 na região. Embora nenhuma proibição oficial ou explícita do lançamento do filme tenha sido emitida, muitos especularam que o filme não cumpriu os requisitos de censura regional devido às suas breves referências visuais à bandeira trans.